# Philomeces phrosynoides
Philomeces phrosynoides är en skalbaggsart som beskrevs av Pierre Lepesme 1952. Philomeces phrosynoides ingår i släktet Philomeces och familjen långhorningar.
Artens utbredningsområde är:
- Benin.
- Togo.

Inga underarter finns listade i Catalogue of Life.